# Scherrebek
Scherrebek (dänisch: Skærbæk) ist ein Fluss im Süden der Stadt Flensburg. Der um den Fluss umliegende Landschaftsteil trägt den Namen Scherrebektal.

## Hintergrund
Im Süden der Stadt treffen im sogenannten Scherrebektal die Jarplunder Au und die Peelwatt aufeinander und bilden ab dort zusammen den Fluss Scherrebek. Die Scherrebek führt von dort zunächst weiter nach Norden um dann nach ungefähr einem Kilometer auf die Westtangente zu treffen. In diesem Bereich ist die Scherrebek verrohrt. Bei einem Teich an der Westtangente kommt sie wieder zum Vorschein, wird aber ab dieser Stelle aber bereits Mühlenstrom genannt. Spätestens beim Zulauf des Flusses Marienau beim Wilhelminental trägt der Flusslauf den Namen Mühlenstrom. Früher und auch hin und wieder heute noch wird aber auch dieser Abschnitt noch Scherrebek genannt. Auf heutigen Karten trägt dieser Flussabschnitt aber gewöhnlich dem Namen Mühlenstrom, so dass die Scherrebek dort endet.
Das Scherrebektal ist ungefähr 68 Hektar groß. Ein ungefähr 20 Hektar großer Geländeteil wurde Ende der 1990er Jahre vom Bund für Umwelt und Naturschutz Deutschland erworben und wird seitdem von diesem gepflegt. Das Scherrebektal schließt sich dem Landschaftsschutzgebiet der Nachbargemeinde mit der Jarplunder Au an. Im Scherrebektal sind landwirtschaftlich genutzte Flächen, Knicks, Nass- und Feuchtwiesen, dem Scherrebek-Moor sowie bewaldete Flächen zu finden.